# Projection équivalente cylindrique de Lambert

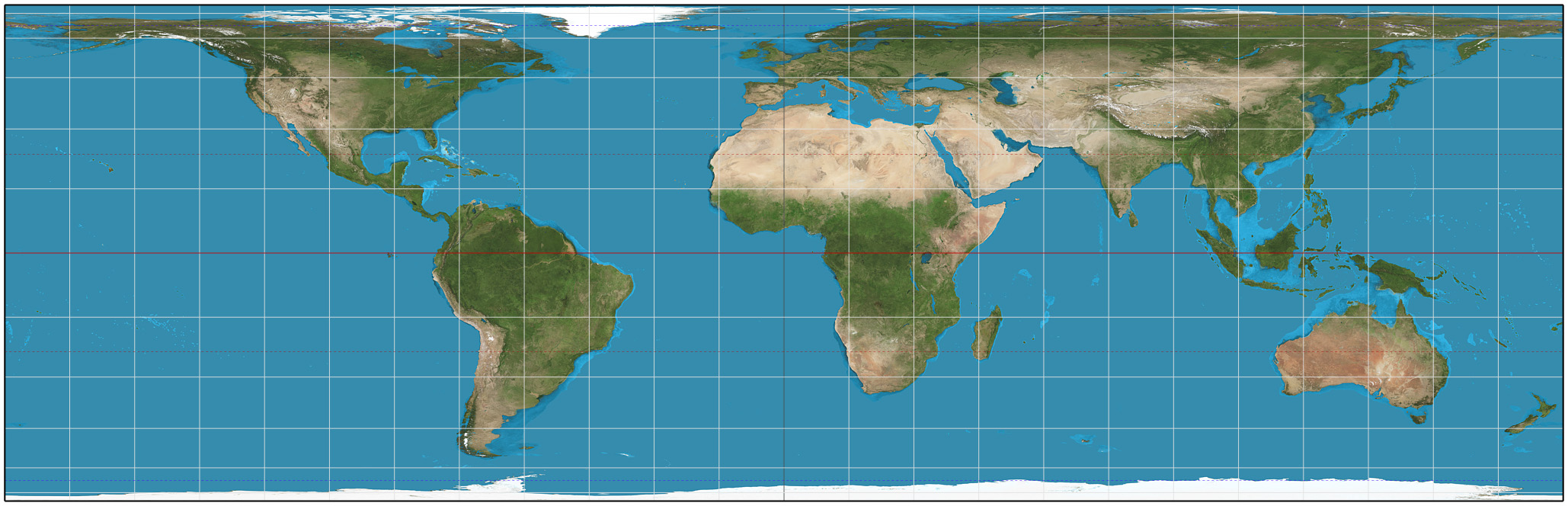
Projection équivalente cylindrique de Lambert du globe.

Projection équivalente cylindrique de Lambert du globe, le méridien central étant à 160° ouest pour centrer la carte sur les océans.

Projection équivalente cylindrique de Lambert avec les indicatrices de déformation de Tissot.

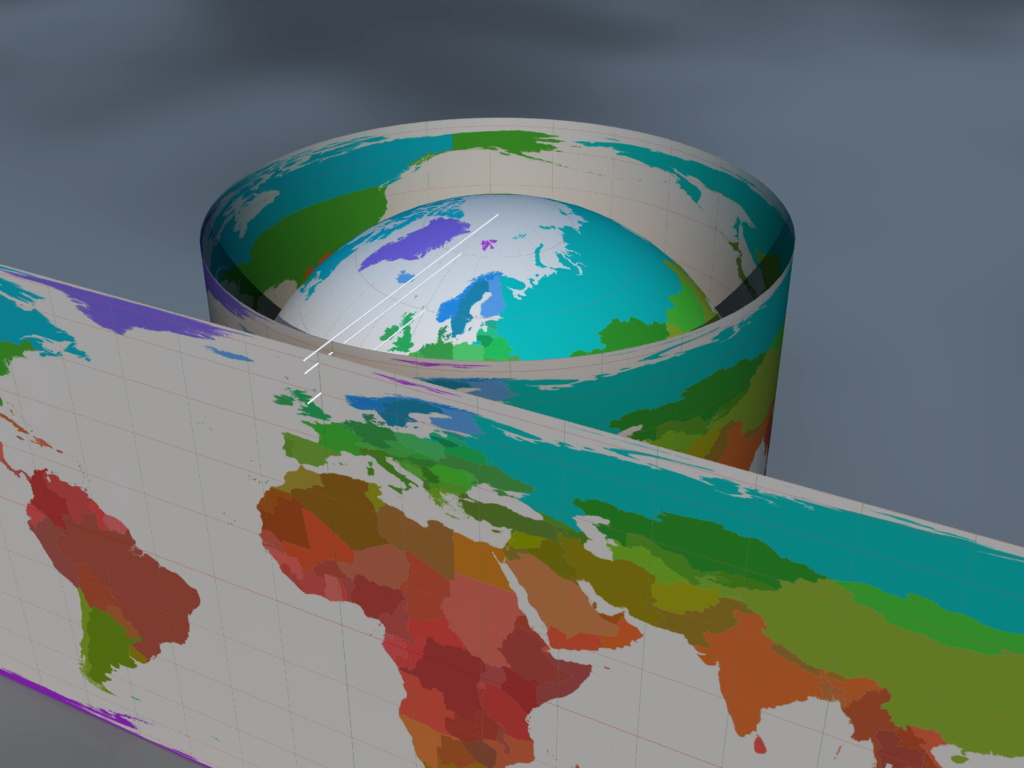
Comment le globe est projeté sur le cylindre

En cartographie, la projection équivalente cylindrique de Lambert, ou projection cylindrique de Lambert, ou encore projection isocylindrique  est un type de projection cartographique. Elle fait partie de la famille des projections cylindriques équivalentes. Cette projection est sans distorsion le long de l'équateur, qui est son parallèle de base, mais la distorsion croît rapidement à l'approche des pôles. Comme pour toute projection cylindrique, les parallèles sont de plus en plus étirés en s'éloignant de l'équateur. Les pôles correspondent à une distorsion infinie, les deux points extrêmes étant étirés en des segments de droites.

## Historique
La projection est attribuée au mathématicien alsacien Johann Heinrich Lambert en 1772.
Dans l'ouvrage De la sphère et du cylindre, Archimède a montré qu'une sphère a la même aire que le cylindre qui l'entoure (si on ne considère pas les deux faces circulaires), et bien qu'Archimède ne discute pas la projection explicitement, cet argument montre que la projection préserve les aires.

## Formules
{\displaystyle {\begin{aligned}x&=\lambda -\lambda _{0}\\y&=\sin \varphi \end{aligned}}}
où {\textstyle \varphi \,} est la latitude, {\textstyle \lambda \,} est la longitude et {\textstyle \lambda _{0}\,} est le méridien central.